# Konwersja tlenku węgla z parą wodną
Konwersja tlenku węgla z parą wodną (konwersja CO) – reakcja chemiczna przekształcenia tlenku węgla i pary wodnej w dwutlenek węgla i wodór. Reakcja ta jest powszechnie wykorzystywana w przemyśle do wzbogacania gazu syntezowego w wodór. Reakcję odkrył i opisał w 1780 roku włoski fizyk Felice Fontana.
Równanie reakcji:
CO + H2O ⇌ CO2 + H2
Reakcja ta jest egzotermiczna (entalpia reakcji równa jest -41,2 kJ/kmol), co powoduje, że równowaga reakcji jest przesunięta w kierunku produktów tym silniej, im niższa jest temperatura w jakiej zachodzi proces.
W zależności od temperatury i zastosowanych katalizatorów wyróżnia się:
- konwersję wysokotemperaturową (HTS, z ang. Hight Temperature Shift) – zachodzącą w temperaturze 350–550 °C[3], pozwalającą obniżyć zawartość CO do 2 - 4%[2];
- konwersję średniotemperaturową (MTS, z ang. Middle Temperature Shift) – zachodzącą w temperaturze 280–360 °C[3];
- konwersję niskotemperaturową (LTS, z ang. Low Temperature Shift) – zachodzącą w temperaturze 180–270 °C[3], pozwalającą obniżyć zawartość CO do 0,1–0,3%[2].

## Katalizatory
Katalizatorem powszechnie stosowanym w przemyśle do przeprowadzania reakcji wysokotemperaturowej konwersji tlenku węgla jest katalizator żelazowo-chromowy. Jest on zwykle dostarczany w postaci utlenionej Fe2O3 z domieszką CrO3. W celu aktywacji katalizator wymaga redukcji (za pomocą gazu procesowego) do formy aktywnej (Fe3O4):
3Fe2O3 + H2 → 2Fe3O4 + H2O
3Fe2O3 + CO → 2Fe3O4 + CO2
Jeżeli związki chromu również są w formie utlenionej (CrO3), to także muszą zostać zredukowane:
2CrO3 + 3H2 → Cr2O3 + 3H2O
2CrO3 + 3CO → Cr2O3 + 3CO2
Do przeprowadzania reakcji niskotemperaturowej konwersji tlenku węgla stosuje się katalizator miedziowy. Składnikiem aktywnym jest metaliczna miedź. Zwykle znajduje się ona w postaci utlenionej, CuO, która bezpośrednio przed rozpoczęciem procesu musi zostać zredukowana, zwykle w szybkiej reakcji z wodorem:
CuO + H2 → Cu + H2O
Katalizator miedziowy jest bardziej podatny na zanieczyszczenia niż katalizator żelazowo-chromowy.
Stosunkowo nowym typem katalizatora jest katalizator miedziowy do konwersji średniotemperaturowej.

## Mechanizm
Mechanizm reakcji jest złożony i obejmuje kilka następujących po sobie reakcji.
Cząsteczki wody i tlenku węgla zostają zaadsorbowane na powierzchni katalizatora. Cząsteczka wody ulega dysocjacji na kation wodorowy i anion hydroksylowy (H2O ⇌ H+ + OH−). Cząsteczka tlenku węgla zaadsorbowana na powierzchni metalu ([M]-CO) reaguje z anionem hydroksylowym tworząc związek metalu z grupą karboksylową ([M]-COOH−). W dalszej kolejności odłącza się cząsteczka dwutlenku węgla, pozostawiając atom wodoru na powierzchni katalizatora. Do niego przyłącza się kation wodorowy z dysocjacji wody i uwalnia się cząsteczka H2.